# Sol, arena y mar
"Sol, Arena y Mar" é uma canção escrita por Juan Carlos Calderón e produzida e interpretada pelo cantor mexicano Luis Miguel. Foi lançada como o primeiro single do álbum Amarte es un Placer.

## Informações
O single foi lançado como Maxi CD no México, algo então inédito no país. Foram vendidas 250.000 cópias, se tornando o single mais vendido da história do México.

## Formato e duração
- Maxi CD single

1. "Sol, Arena y Mar (Radio)" – 3:18
2. "Sol, Arena y Mar (Club Remix)"
3. "Sol, Arena y Mar (Club Remix Instrumental)"
4. "Sol, Arena y Mar (Remix)"

- Airplay, gravação promocional, download digital

1. "Sol, Arena y Mar" – 3:18

## Charts
| Chart (1999)           | Posição |
| ---------------------- | ------- |
| Hot Latin Songs        | 3       |
| Latin Pop Songs        | 2       |
| Latin Tropical Airplay | 12      |
| Espanha (PROMUSICAE)   | 2       |